# Sinatra (software)
Sinatra je volně dostupný open source webový framework a DSL napsaný v Ruby, pojmenovaný podle známého zpěváka Franka Sinatry. Jedná se o alternativu k frameworkům Ruby on Rails, Merb, Nitro, Camping a Rango. Využívá serverového rozhraní Rack.
Za návrh a původní implementaci je zodpovědný Blake Mizerany. Hlavní prioritou byla malá velikost, jednoduchost a flexibilita. Sinatra nepoužívá přístup Model-view-controller, obvyklý u jmenovaných frameworků, ale rovnou mapuje Ruby kód na URL pro co nejsnazší tvorbu menších webových aplikací nebo API.
Sinatru využívají např. firmy Engine Yard, Heroku, GitHub i Songbird. Heroku finančně podporuje vývoj.
Sinatra byl představen na RubyConf 2008.